# Soporte al cliente
El soporte al cliente o la asistencia al cliente es un conjunto de servicios de atención al cliente cuyo objetivo es ayudar a los consumidores a que el producto sea rentable y que lo utilicen de manera correcta. Incluye asistencia en la planificación, instalación, capacitación, solución de problemas, mantenimiento, actualización y eliminación de un producto.
Si se trata de productos de tecnología, como teléfonos móviles, televisores, computadoras, productos de software u otros productos electrónicos o mecánicos, se le denomina soporte técnico.

## Automatización
La automatización del servicio al cliente implica la construcción de una base de conocimiento  de los problemas que hay y sus soluciones para respaldar los incidentes que haya en los mecanismos de entrega, a menudo por los sistemas expertos. Una plataforma de automatización de servicios incluye una gran variedad de soluciones de soporte que incluye soporte proactivo, soporte asistido y autoayuda. 
Con el soporte automatizado, las organizaciones de servicio pueden hacer que sus servicios estén disponibles para sus clientes las 24 horas del día, los 7 días de la semana, mediante alarmas de monitoreo, identificando así problemas en una etapa temprana y resolviendo las complicaciones antes de que se conviertan en problemas. El soporte asistido automatizado permite el acceso remoto a los sitios que necesitan resolver los problemas al instante. Al automatizar la recopilación de información de dispositivos y aplicaciones que coexisten con la aplicación soportada, los problemas pueden ser detectados y arreglados rápidamente.
El autoapoyo automatizado, libera a los usuarios de los diagnósticos de autoayuda y la solución de problemas de las bibliotecas en línea o bases de conocimiento. Las soluciones de automatización de soporte pueden integrarse con sistemas de administración basada en la relación con el cliente (CRM), sistemas de monitoreo de red (NMS), y estas proporcionan informes de clientes completos a los problemas de administración de cómputo y los incidentes que fueron resueltos mecánicamente asegurando el cumplimiento de las regulaciones de la industria como Sarbanes Oxley, 21 CFR parte 11, y HIPAA.
El servicio al cliente abarca todas las acciones implementadas para los clientes antes, durante y después de la compra. También conocido como servicio de atención al cliente, se lleva a cabo para garantizar la satisfacción con un producto o servicio. Este proceso incluye varias etapas y factores, y no se limita exclusivamente al momento en que un cliente realiza una compra, sino también a lo que sucede antes, durante y después de la adquisición de un producto o la utilización de un servicio.
Un buen servicio al cliente no solo consiste en responder las preguntas del cliente, sino también en anticiparse a sus necesidades y proporcionar ayuda incluso antes de que la solicite. Es fundamental ser proactivos y eficientes en la satisfacción de sus necesidades. Además, aspectos como la amabilidad, la calidad y la calidez en el trato son cruciales para influir positivamente en la experiencia del cliente y asegurar que se sienta valorado y atendido.

### Tipos
- La automatización de soporte proactivo se refiere a ayudar a las automatizaciones que reducen al mínimo el tiempo de inactividad y permiten la disponibilidad 24x7. Esto se logra mediante el chequeo constante del seguimiento de los procedimientos de diagnóstico que permitan un monitoreo de la situación y la resolución de los problemas.

- La automatización de soporte preferente se refiere a una solución de soporte que utiliza la información que es generada o elegida de una aplicación o un servicio, por ejemplo, archivos de registro, consultas de bases de datos, cambios de configuración, etc. Esta información puede ser entonces explotada para predecir el deterioro del servicio o las interrupciones. El resultado de esto es un nivel más alto de servicio/disponibilidad de las aplicaciones, para la aplicación principal.

- La automatización de la autosuficiencia es el término que las organizaciones le dan a sus estructuras de soporte que les proporcionan bibliotecas digitales y herramientas para la autoayuda y soluciones de problemas fáciles de diagnosticar y resolver problemas e incidentes de forma automática y precisa.

- Automatización de soporte asistido  es el software que permite al personal de apoyo acceder remotamente al escritorio o servidor de los clientes para diagnosticar y resolver un problema.

## Canales de comunicación
Canales de comunicación que las compañías pueden ofrecer a clientes para soporte:

### Soporte telefónico
Los clientes hablan directamente con los representantes de atención al cliente vía telefónica. Para las llamadas entrantes, un IVR (Respuesta de Voz Integrado) puede ser programado para enrutar las llamadas de varias formas, con el objetivo potencial de la respuesta o resolución más rápida de la solicitud o el problema de un cliente. Soporte telefónico se utiliza a menudo para la toma de pedidos, consultas de preventa, upselling y cross-selling, solución de problemas, etc. Las llamadas salientes son las llamadas realizadas a los clientes del centro de llamadas para dar o tomar información

### Soporte por chat en vivo
En el soporte por chat en vivo un visitante de la web busca ayuda, una sesión de chat de texto es iniciada haciendo clic en un enlace en la página web del proveedor. El representante de atención al cliente interactúa con el visitante de la web, entiende las necesidades, resuelve la consulta y cierra la interacción. Por otra parte, sobre la base de los requerimientos del representante de atención al cliente también puede iniciar una sesión de chat con el visitante de la web. El apoyo por chat en vivo, ayuda con las barreras lingüísticas ya que las dos partes implicadas en la sesión de chat pueden utilizar un servicio de traducción en línea para comunicarse. El soporte por chat en vivo a menudo se utiliza para generar y cumplir, la administración de campañas, preventas y consultas posventa, el registro de queja, soporte técnico, etc.

### Soporte vía correo electrónico
El correo electrónico es el medio principal para ofrecer asistencia en la web para los clientes cuando sus peticiones no requieren de una respuesta inmediata. Este tipo de soporte es de bajo costo, no resulta entrometido y se puede acceder a este en cualquier lugar y en cualquier momento, estas son algunas de las ventajas de las comunicaciones basadas en correo electrónico. Los servicios que se ofrecen a través de la gestión de respuesta de correo electrónico es el procesamiento de reclamaciones, de votación / medios de análisis, servicios de suscripción, solución de problemas, registros de quejas, etc.

### Soporte remoto
A la solución de problemas desde una computadora en un lugar determinado hasta otra computadora en otro lugar se le conoce como soporte remoto. Las empresas pueden ahorrar cantidades considerables de dinero en la logística a través del soporte remoto. Los técnicos de TI son facultados con varias herramientas que les permiten acceder  los ordenadores de los clientes en diferentes partes del mundo. Ellos son capaces de acceder y reparar los problemas de software relacionados desde ubicaciones remotas. La necesidad de un técnico para a los clientes para resolver ese tipo de problemas se mitiga.

### Soporte en el sitio
El apoyo en el sitio es lo contrario al soporte remoto. Ciertos tipos de asistencia no pueden ser prestados de forma remota, como loi son los problemas de hardware relacionados. la reparación de una TV, la sustitución de una pieza de repuesto, el mantenimiento de equipos de aire acondicionado, etc. En algunas ocasiones, un proveedor de servicios puede optar por tomar los dispositivos o gadgets de nuevo a su almacén para su reparación.

### Redes sociales
Desde la llegada de plataformas de redes sociales como Twitter & Facebook, los proveedores de servicio han encontrado que muchos de sus clientes gastan un montón de tiempo en ellos todos los días. Para hacerlo conveniente para los clientes, muchos proveedores de servicio han abierto un canal de soporte nuevo en sus perfiles de redes sociales . Los clientes son capaces de preguntar cosas, presentar quejas de registro, aclarar dudas etc a través de la interacción con el personal de la compañía a través de estas plataformas. Con millones de usuarios ahora obteniendo acceso a las redes sociales, esta plataforma se ha vuelto tan destacado como los medios de comunicación tradicionales (el teléfono, el chat y el correo electrónico).